# Ceramonema rhombus
Ceramonema rhombus is een rondwormensoort uit de familie van de Ceramonematidae. De wetenschappelijke naam van de soort is voor het eerst geldig gepubliceerd in 1973 door Andrássy.